# Austrolycopodium
Austrolycopodium é um gênero de vegetais da família lycopodiaceae, da ordem Lycopodiales e da classe Lycopodiopsida.

## Espécies e distribuição geográfica
A distribuição geográfica do gênero é ampla, com espécimes sendo encontrados na áfrica, américa do sul, incluindo o Brasil, Oceania e américa central, ou seja, em quase todo o hemisfério sul. Sendo essa a lista de espécies:
- Austrolycopodium fastigiatum
- Austrolycopodium erectum
- Austrolycopodium confertum
- Austrolycopodium alboffii
- Austrolycopodium aberdaricum